# Elisabeth Grünwaldt

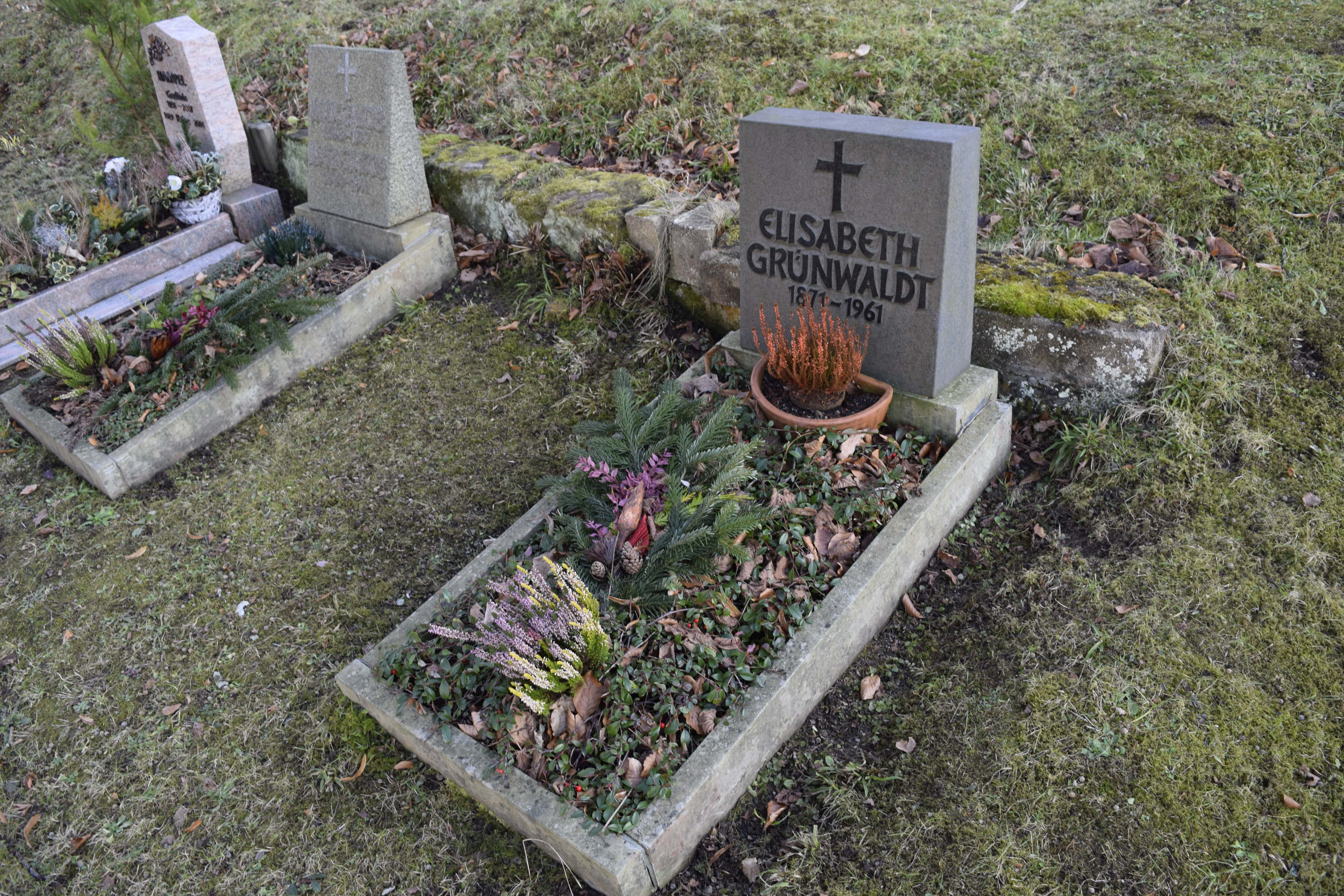
Grab von Elisabeth Grünwaldt im Friedhof in Hohnstein (02.2022). Koordinaten: 50°58'43.5"N 14°06'56.2"E.

Elisabeth Grünwaldt (* 1. Dezember 1871 in Mitau; † 10. Mai 1961 in Hohnstein, Sächsische Schweiz) war eine deutsche Erzieherin, Puppengestalterin, Kostümbildnerin und Scherenschnittkünstlerin.

## Leben und Werk

### Im Dienste des Menschen
Elisabeth Grünwaldt wurde am 1. Dezember 1871 in Mitau im Kurland geboren. Ihr Vater leitete eine Einrichtung der Bedürftigenpflege, in der sie früh in Kontakt mit armen und verwaisten Kindern kam. Aus diesen Begegnungen heraus entstand ihr Wunsch, Erzieherin zu werden und einen Kindergarten zu eröffnen. In Libau eröffnete sie einen deutschen Kindergarten, wo sie auch angehende Erzieherinnen ausbildete. Ihr Kosename „Tante Lieschen“, mit dem sie in ihrer späteren Zeit als Künstlerin weit über die Grenzen ihrer Heimat hinaus bekannt wurde, stammte aus dieser Zeit der erzieherischen Arbeit.
Während des Ersten Weltkrieges bekam Grünwaldt Kontakt zu Soldaten, die der Wandervogelbewegung angehörten. In deren Lebensidealen fand sich die inzwischen reife Frau wieder. Eine besondere Freundschaft pflegte sie mit einem jungen Mann namens Max Jacob, der im Rahmen der Wandervogelbewegung seine Liebe für das Kaspertheater entdeckte; die Lebenswege von Jacob und Grünwaldt sollten von nun an untrennbar verbunden sein.

### Hartenstein
Nach Ende des Ersten Weltkrieges musste Grünwaldt ihren Kindergarten schließen und ging zusammen mit Max Jacob nach Hartenstein im Erzgebirge, wo dieser sein erstes Puppentheater, die „Hartensteiner Puppenspiele“ gründete. 1921 fing die immerhin bereits 50-jährige noch einmal ganz von Neuem an und widmete sich fortan beruflich zunächst der Gestaltung der Handpuppenkostüme, später auch der Herstellung eigener, meist äußerst phantasievoller Tierfiguren für Max Jacobs Bühne.

### Hohnstein
1928 siedelten die „Hartensteiner Puppenspiele“ nach Hohnstein in der Sächsischen Schweiz um und setzten unter dem Namen „Hohnsteiner Puppenspiele“ eine noch nie zuvor dagewesene künstlerische Reform des bisher vor allem auf den Jahrmärkten beheimateten Kaspertheaters in Gang. Der Spielgruppe um Max Jacob gehörten inzwischen zahlreiche weitere Puppenspieler an, unter ihnen Rudolf Fischer. Gemeinsam mit Jacobs Ehefrau Mariechen war Elisabeth Grünwaldt so etwas wie die „Mutter Courage“ der Spielerschar und achtete mit erzieherischer Wachsamkeit über den der Wandervogelbewegung gerechten Lebensstil der abenteuerlustigen jungen Männer.

### Scherenschnitt
Schon in ihren Jugendjahren erlernte Elisabeth Grünwald die Kunst des Scherenschnitts. Waren es zunächst vor allem Landschaften und Portraitschnitte von Kindern wie Erwachsenen, so wurden schon bald feingliedrige Blumenmotive und bewegte Graslandschaften ihre bevorzugten Motive. In ihren Hartensteiner und Hohnsteiner Jahren prägten darüber hinaus die markanten Köpfe der von Theo Eggink für die Bühne Max Jacobs geschnitzten Kasperpuppen Grünwaldts Scherenschnitte, die sie seit ihrem Umzug nach Hohnstein im Jahre 1928 mit „EGH“ (Elisabeth Grünwaldt Hohnstein) signierte. Veröffentlicht wurden Grünwaldts Scherenschnitte u. a. als Illustrationen in Märchenbüchern, auf Kalendern und auf Kunstdruckkarten.

### Die späteren Jahre
Kurz nach der Machtergreifung musste die „Kasperfamilie“, wie sich der gewachsene Kreis um Max Jacob inzwischen nannte, in ein Haus am Ortsrand von Hohnstein umziehen (in ihrem bisherigen Domizil, der mächtigen Festung Burg Hohnstein, wurde von den Nationalsozialisten ein Konzentrationslager eingerichtet); auch Elisabeth Grünwaldt zog in dieses fortan „Kasperhaus“ genannte Gebäude und richtete dort auch ihre Werkstatt ein, wo sie weiterhin als Kostüm- und Puppengestalterin für die Hohnsteiner Puppenspiele tätig war. Nebenbei fertigte sie ihre Scherenschnitte, deren Verkauf der häufig finanzschwachen Kasperfamilie mehrfach das Überleben sicherte.
Fast dreißig Jahre lebte Grünwaldt in diesem Haus und blieb bis ins hohe Alter künstlerisch tätig. Am 10. Mai 1961 starb die Künstlerin und Pädagogin in Hohnstein. Ihre Grabstätte befindet sich auf dem kleinen Friedhof, der unmittelbar neben dem früheren Hohnsteiner Puppenspielhaus (später Lichtspielhaus) liegt. Neben ihr wurden später auch Max Jacob und seine Frau Mariechen beigesetzt.
Friedel Kostors, die bereits als Grünwaldts „rechte Hand“ tätig gewesen war, führte das gestalterische Werk Grünwaldts nach deren Tod in Hohnstein fort.

### Auswirkungen ihres Schaffens
Durch ihre Arbeit hat Elisabeth Grünwaldt das Gesicht des heutigen Puppenspiels stark geprägt. Vor allem die von ihr ersonnenen Tiergestalten bevölkern – in vielfach abgewandelter und modernisierter Form – bis heute die Puppenbühnen. Im Puppentheatermuseum (PuK) in Bad Kreuznach, das die international bekannte „Sammlung Rother“ beherbergt, sind viele ihrer kostümbildnerischen Arbeiten zu sehen, meist in Verbindung mit geschnitzten Handpuppenköpfen von Theo Eggink.
Ausstellungen mit ihren Scherenschnitten hat es in den letzten Jahren mehrfach gegeben, unter anderem in Gera, Dresden und Bautzen. Das Sebnitzer Kunstblumen- und Heimatmuseum „Professor Alfred Meiche“ verfügt über eine größere Anzahl von Grünwaldts Scherenschnitten, ebenso die Puppentheatersammlung von Gerd J. Pohl.

## Weitere Quellen
- Puppenspielsammlung Gerd J. Pohl: etwa vierzig Scherenschnitte und mehrere Briefe der Künstlerin, eine historische Tierfigur, zahlreiche Foto- und Schriftdokumente sowie umfangreiches Material über Max Jacob und seine Hohnsteiner Puppenspiele.
- Gedicht »Nicht für Dich!« von Lieschen Grünwaldt in der Düna Zeitung v. 29. März 1903